# Mariene ecoregio Oostelijke Beringzee
De Mariene ecoregio Oostelijke Beringzee (14) (Engels: Eastern Bering Sea marine ecoregion) is een biogeografische regio en ligt in het noorden van de Grote Oceaan in het Marien rijk Arctica. De mariene ecoregio is vastgesteld door het World Wide Fund for Nature en The Nature Conservancy en is vernoemd naar de Beringzee.
In het noorden grenst het gebied aan de mariene ecoregio Tsjoektsjenzee (13), in het zuidoosten aan de mariene ecoregio Golf van Alaska (54), in het zuiden aan de mariene ecoregio Aleoeten (53) en in het westen aan de mariene ecoregio Kamtsjatkakust en -plat (46).

## Geografie
De mariene ecoregio ligt in het noorden van de Grote Oceaan voor de zuidwestkust van Alaska in de Verenigde Staten en de oostkust van Rusland met de autonome okroeg Tsjoekotka. Het gebied ligt in de Beringzee ten zuiden van de Beringstraat en strekt zich in het zuidoosten uit tot het Alaska-schiereiland en Unimak Island in de Aleoeten en in het westen tot aan Kaap Navarin. Het omvat onder andere de wateren rond de eilanden St. Lawrence, Nunivak Island en de Pribilofeilanden (Saint Paul, Saint George, Otter en Walrus).
Door het gebied stromen de Beringhellingstroom, de Anadyrstroom en de Alaskakuststroom.

## Biogeografie
Het gebied kent zeeleven dat houdt van arctische temperaturen.